# Krilaši
 Krilaši  (Pterygota; krilati kukci) su kukci koji su u odraslom stadiju krilati. U krilaše se ubrajaju čak i neki beskrilni kukci koji su (npr. prilagođavanjem staništu nepovoljnom za letenje kao što su spilje ili vjetroviti otoci) naknadnim evolucijskim razvojem izgubili krila. Čine najveći dio životinjskog svijeta u biosferi.

## Evolucija
Već iz doba karbona poznati su prakrilaši (Palaeodictyoptera) koji su imali sva svojstva krilatih kukaca, a u velikim krilima potpun raspored uzdužnih i poprečnih rebara. U svojoj daljoj evoluciji krilati su se kukci posebnim prilagodbama razišli u mnogo smjerova što se pokazuje njihovim danas različitim izgledom i načinima preobrazbe.

## Klasifikacija
Prema glavnim obilježjima krilaši se mogu podijeliti na 27 redova različita opsega. Manji redovi sadrže stotinjak vrsta, a veći više od 300 000 vrsta.
- infrarazred Neoptera
  - kohorta Acercaria
  - kohorta Holometabola
  - kohorta Paraneoptera
  - kohorta Polyneoptera
  - red †Perielytrodea
  - red Tetrastigmoptera
  - porodica †Archaemiopteridae Guthorl, 1939
  - porodica Metropatoridae
- nadred Clareocercaria
  - †Hypoperlida
  - †Miomoptera
- nadred †Hypoperlidea
  - †Sojanoperidae
- nadred †Palaeodictyopterida
  - †Diaphanopterodea
  - †Dicliptera
  - †Eoblattida
  - †Megasecoptera
  - †Palaeodictyoptera
  - †Protorthoptera
- red Ephemeroptera
- red †Glosselytrodea
  - †Scytinopteridae
- red Odonata
- red †Paoliida
  - †Evenkiidae
  - †Paoliidae
- red †Reculida
  - †Eukulojina
    - †Eukulojidae Sinitshenkova, 1981

Palaeoptera Martynov, 1923 je sinonim za Pterygota. U njega su uključivani nadredovi Ephemeropteroidea Rohdendorf, 1968; Odonatoptera Martynov, 1932 i  †Palaeodictyopteroidea Rohdendorf, 1961